# Nelson DeMille

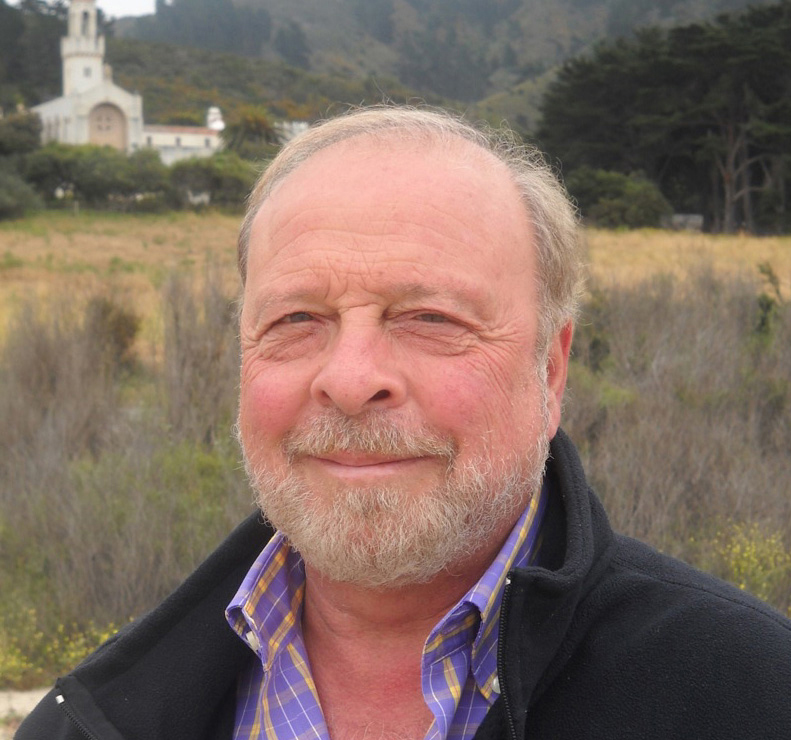
Nelson DeMille (2015)

Nelson Richard DeMille (* 23. August 1943 in New York City; † 17. September 2024 in Mineola, New York) war ein US-amerikanischer Schriftsteller, der Thriller schrieb. DeMille schrieb außerdem unter den Pseudonymen Jack Cannon, Kurt Ladner und Brad Matthew.

## Leben
Nelson DeMille promovierte an der Hofstra University (New York) in Staatswissenschaft und Geschichte. 1967 musste er sein Studium für ein halbes Jahr unterbrechen und in Vietnam als Leutnant bei der First Air Cavalry Brigade Militärdienst leisten. Danach begann er zu schreiben. Der durchschlagende Erfolg gelang ihm 1980 mit dem Roman An den Wassern von Babylon. Danach veröffentlichte DeMille als freier Schriftsteller weltweit Bücher in Millionenauflagen. Er lebte in Garden City (New York).

## Werke (Auswahl)

### John-Corey-Reihe
- Goldküste. Roman („Plum Island“). Goldmann, München 2000, ISBN 3-442-44579-5.
- Das Spiel des Löwen. Roman („The Lion’s Game“). Ullstein, München 2002, ISBN 3-550-08602-4. Neuauflage: Heyne, München 2011, ISBN 3-453-43607-5.
- Nachtflug. Roman („Night Fall“). Ullstein, Berlin 2004, ISBN 3-550-08621-0 (basiert auf dem Absturz von Trans-World-Airlines-Flug 800).
- Operation Wild Fire. („Wild Fire“). Ullstein, Berlin 2007, ISBN 978-3-550-08662-5.
- Der Löwe. Roman („The Lion“). Hoffmann & Campe, Hamburg 2009, ISBN 978-3-455-40306-0.
- The Maze. Simon & Schuster, New York 2022, ISBN 978-1-5011-0178-6.

### Paul-Brenner-Reihe
- Die Tochter des Generals. Roman („The General’s Daughter“). Goldmann, München 1992, ISBN 3-442-30385-0.
- Die Mission. Roman („Up Country“). Ullstein, München 2004, ISBN 3-548-25817-4.

### John-Sutter-Reihe
- In der Kälte der Nacht. Roman („Gold coast“). Goldmann, München 1993, ISBN 3-442-42509-3.
- Das Vermächtnis. Roman („The Gate House“). Hoffmann & Campe, Hamburg 2009, ISBN 978-3-455-40197-4.

### Weitere Werke
- Rückkehr nach Spencerville. Roman („Spencerville“). Goldmann, München 1997, ISBN 3-442-43748-2.
- Mayday. Roman („Mayday“). Goldmann, München 1999, ISBN 3-442-44474-8 (zusammen mit Thomas H. Block).
- Die Kathedrale. Roman („Cathedral“). Ullstein, München 2000, ISBN 3-548-25073-4.
- Wolfsbrut. Roman („The Talbot Odyssey“). Ullstein, München 2000, ISBN 3-548-25381-4.
- An den Wassern von Babylon. Roman („By the Rivers of Babylon“). Ullstein, München 2003, ISBN 3-548-25546-9.
- Das Ehrenwort. Roman („Word of Honor“). Ullstein, München 2003, ISBN 3-548-25793-3.
- In den Wäldern von Borodino. Roman („The Charm School“). Ullstein, München 2003, ISBN 3-548-25692-9.
- The Cuban Affair. Sphere, London 2018, ISBN 978-0-7515-6585-0.

## Verfilmungen
- 1999: Simon West (Regie): Wehrlos – Die Tochter des Generals (mit John Travolta und Madeleine Stowe u. a.)
- 2005: T. J. Scott: Mayday – Katastrophenflug 52 (mit Aidan Quinn, Kelly Hu u. a.)